# Reichskommissariat Turkestan
Le Reichskommissariat du Turkestan (RKT) était un Reichskommissariat projeté par le Troisième Reich en Asie centrale en cas de victoire dans le conflit militaire avec l'URSS pendant la Seconde Guerre mondiale. L'historien soviétique Lev Bezymenski a affirmé que les noms Panturkestan, Großturkestan et Mohammed-Reich ont également été envisagés pour le territoire.
L'idéologue nazi Alfred Rosenberg proposa de créer cette région; cependant, elle a été rejetée par Adolf Hitler souhaitant que les plans nazis ne se limitent qu'en Europe pour le moment.

## Arrière-plan
Avant le début de l'opération Barbarossa, Rosenberg a inclus les territoires composés majoritairement de turques et de musulmans de l'URSS en Asie centrale dans ses plans pour l'établissement futur de la suprématie allemande dans les restes de l'Union soviétique en raison du sentiment anti-russe dans la région, en dépit de ses doutes que les conquêtes allemandes atteindraient cette partie à l'Est. Son idée d'origine impliquait la création d'une chaîne de vassaux « dérussifiées » et favorables aux Allemands — susceptibles d'être un jour reliées au Troisième Reich par l'un ou les deux, le réseau ferroviaire lourd nazi à écartement de trois mètres de Breitspurbahn prévu et les extensions les plus orientales du système d'autoroutes divisées Reichsautobahn — autour de la « zone centrale » russe de Moscovie (RKM), qui se retrouvait privée de son accès à la mer Baltique et à la mer Noire. Celle-ci devait se composer de la Grande Finlande (Finlande), de la région Baltique (RKO), de la Ruthénie blanche (Weissruthenien), de la Grande Ukraine (RKU), du Grand Caucase (RK Kaukasien), du Turkestan (RKT), de l'Idel-Oural (RK Ural) et de la Sibérie (RK West-Sibirien), tandis qu'une étendue de territoire à la frontière occidentale avec l'Allemagne devait soit en faire partie, soit être sous son contrôle direct.
Cette proposition fut rejetée par Adolf Hitler car cela ne répondait pas à son objectif d'acquérir suffisamment Lebensraum à l'est pour l'Allemagne. Alors, sur ordre du führer , la proposition d'une administration civile allemande en Asie centrale fut abandonnée par Rosenberg, du moins dans un avenir immédiat, et Rosenberg fut chargé de se concentrer sur les parties européennes de l'URSS pour le moment.
L'émigrant et collaborateur ouzbek, dirigeant du Comité national du Turkestan, Veli Kayyun Han conseilla Rosenberg sur la question du Turkestan à partir du mois d'août 1942. Veli était basé à Berlin et sous la protection du ministère du Reich pour les territoires de l'Est occupés.

## Étendue territoriale

L'Asie centrale soviétique en 1922

Le plan de Rosenberg devait inclure les cinq républiques soviétiques : la RSS Kazakhe, la RSS d'Ouzbékistan, la RSS du Turkménistan, la RSS du Tadjikistan et la RSS Kirghize. Au niveau ethnique, les populations de ces républiques n'était pas homogènement d'origine turque (en particulier le Tadjikistan, qui est ethniquement iranien et persanophone), mais partageait majoritairement la religion musulmane, dont certains partisans, plus particulièrement au Moyen-Orient, attiraient un degré limité de respect de la part des membres de la direction du parti nazi. Les plans allemands incluaient également l'Altaï, le Tatarstan et le Bachkortostan au Reichskommissariat sur la base d'une religion et d'une appartenance ethnique communes. Certaines sources mentionnent la possible inclusion de Mari El et de l'Oudmourtie, même si l'origine de ces peuples est finnoise.
La limite orientale de l'ensemble du territoire n'a jamais été réellement décidée au cours de la Seconde Guerre mondiale. Dans le cas où les forces de l'Axe auraient entièrement occupé le reste de l'URSS non conquis, la délimitation le long de la ligne du 70e méridien est fut proposée par l'empire du Japon fin 1941, ce qui aurait marqué la limite occidentale des possessions de la sphère de coprospérité de la Grande Asie de l'Est. Une autre version de cette suggestion a déplacé la frontière plus à l'est, c'est-à-dire jusqu'à la frontière orientale des républiques d'Asie centrale avec la Chine, et le long du fleuve Ienisseï en Sibérie.